# Call of Duty: Advanced Warfare
Call of Duty: Advanced Warfare is een first-person shooter ontwikkeld door Sledgehammer Games. Het spel wordt uitgegeven door Activision en is op 3 november 2014 uitgekomen voor PlayStation 3, PlayStation 4, Windows, Xbox 360, Xbox One. De versies voor de PlayStation 3 en Xbox 360 worden geporteerd door High Moon Studios.
Daarnaast heb je ook de pre-order versie genaamd:Call of Duty Advanced Warfare Day-Zero (Dag-Nul) Editie.
Deze editie bevat exclusieve pre-order voordelen.

## Exo Survival
Exo Survival is de standaard co-op-modus voor Advanced Warfare, het is gelijkaardig aan de Survival Mode van Modern Warfare 3. In Exo Survival moeten spelers met een team van maximaal vier personen overleven tegen golven van computergestuurde vijanden. De spelers kunnen kiezen uit drie verschillende exo types, die elk hun voor- en nadelen hebben.
Er zijn vijf niveaus in Exo Survival.
- Niveau 1
- Niveau 2 (Om dit te ontgrendelen moet je eerst 50 rondes in niveau 1 voltooien)
- Niveau 3 (Om dit te ontgrendelen moet je eerst 75 rondes in niveau 2 voltooien)
- Niveau 4 (Om dit te ontgrendelen moet je eerst 100 rondes in niveau 3 voltooien)
- Niveau 5 (Havoc) Deze ronde moest ontgrendeld worden door de Havoc DLC aan te schaffen. Deze is inmiddels voor iedereen vrijgegeven.

Nadat de speler een bepaald aantal golven heeft voltooid in niveau 3, krijgt hij toegang tot de zombie-golf. Dit is een teaser naar de zombiemodus van het eerste uitbreidingspakket.

## Exo Zombies
Deze co-op spelmodus werd geïntroduceerd met de map Outbreak in het Havoc DLC pack. Het is gelijkaardig aan de zombie modus uit de Treyarch Call of Duty spellen. In Outbreak worden vier nieuwe personages geïntroduceerd: Oz de conciërge (John Malkovich), Lilith de IT specialist (Rose McGowan), Decker de veiligheidsagent (Jon Bernthal) en Kahn de manager (Bill Paxton). De spelers hebben nu beschikking over een exo pak, "perk a cola's" zijn vervangen door exo upgrades, de "mystery box" is vervangen door een 3D printer en de "pack a punch" is vervangen door upgrade stations. De tweede Exo Zombie map, Infection is beschikbaar met het Ascendance DLC pack en vervolgt het verhaal .
De 3de Exo Zombie map, Carrier is vanaf 2 juni beschikbaar op Xbox en een maand later op Playstation en de pc.

## Ontvangst
| Recensiescore       | Recensiescore          |
| Recensieverzamelaar | Score                  |
| ------------------- | ---------------------- |
| GameRankings        | PS4: 84.64% X1: 86.04% |
| Metacritic          | PS4: 83/100 X1: 85/100 |
| Publicist           | Score                  |
| Gamer.nl            | 8/10 (PS4/X1)          |
| Power Unlimited     | 93/100                 |
| Tweakers            | 4/5 (X1)               |
| XGN                 | 8,7/10 (X1)            |

Call of Duty: Advanced Warfare is over het algemeen goed ontvangen met gemiddelde scores van tussen de acht en negen uit tien. Zo heeft het spel gemiddelde scores van 83 en 85 op recensieverzamelaar Metacritic voor respectievelijk de PlayStation 4 en de Xbox One. GameRankings komt op een gemiddelde score van één punt hoger voor beide platforms.